# Plastochron

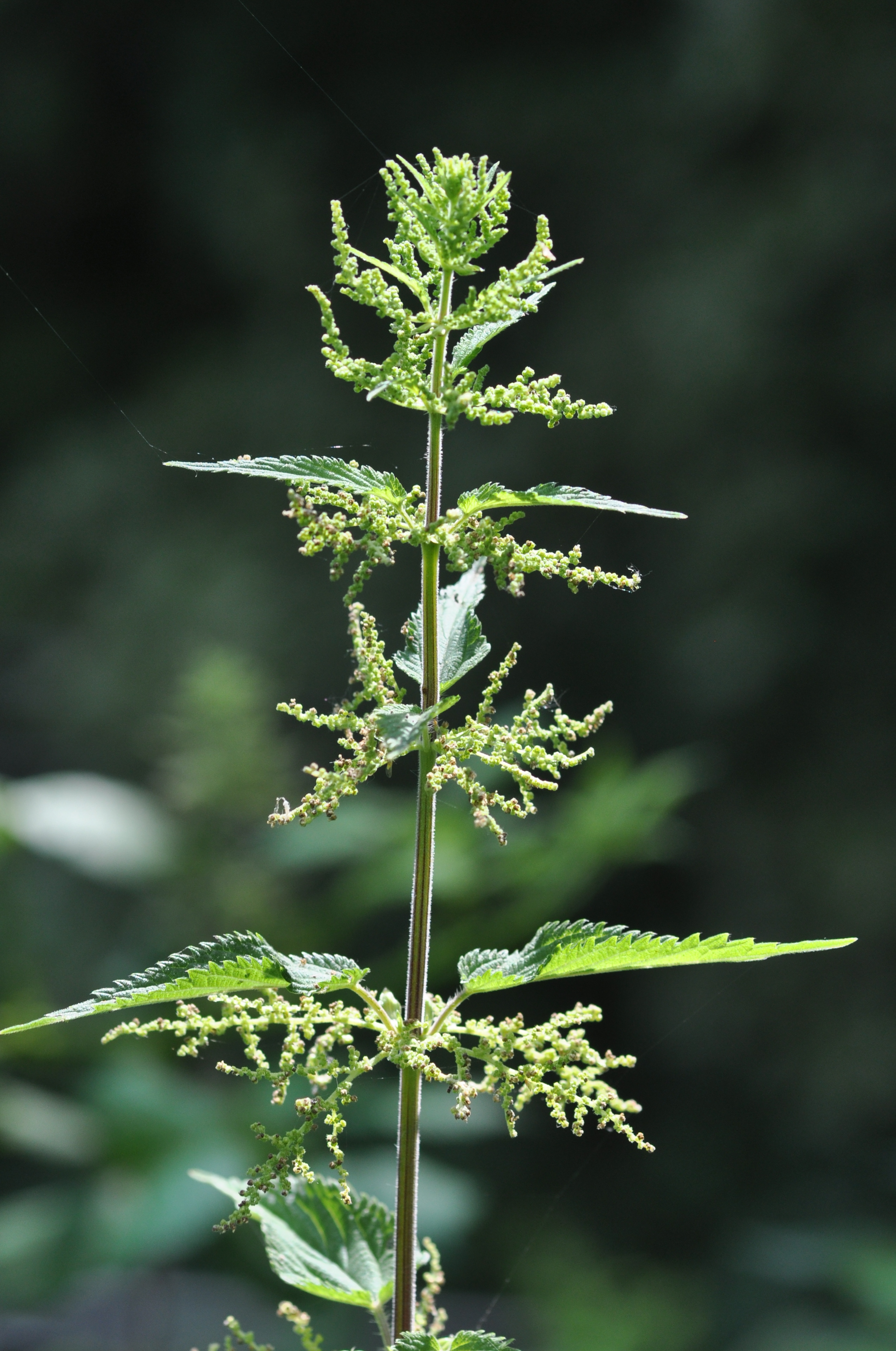
Das Plastochron dient zur Beschreibung der Blattentwicklung einer Pflanze, hier einer Brennnessel

Ein Plastochron ist eine Einheit zur Beschreibung der zeitlichen Abfolge zwischen dem Erscheinen von zwei aufeinander folgenden Blättern derselben Achse oder der Entwicklung anderer Pflanzenorgane.
Der Plastochron-Index (PI) wurden von Ralph O. Erickson und Francis J. Michelini entwickelt und erstmals 1957 im American Journal of Botany vorgestellt. Es wird in der Botanik als Maßeinheit verwendet, um das Wachstum einer Pflanze zu beschreiben und kritische Wachstumszeiten zu identifizieren und zu vergleichen. In der Ökologie kann es eingesetzt werden, um Sukzessionsstadien von Pflanzengemeinschaften zu vergleichen. Die Messung erlaubt entsprechend eine Bestimmung des Alters in Form einer eigenen Zeiteinheit der Pflanze anhand der Messung von morphologischen Merkmalen.

## Beschreibung
Der Hintergrund für die Entwicklung des Plastochron ist die Überlegung, dass sich die Form und Größe einer Pflanze über die Wachstumszeit verändert und die chronologische Zeitmessung nicht ausreicht, um diese Veränderung adäquat zu beschreiben. Die Einheiten der Zeitrechnung müssen konsistent anwendbar sein für die Beschreibung der Pflanzen einer Population. Die konventionelle Zeitrechnung ist in diesen Fällen nicht optimal verwendbar, da sie statistische Abweichungen im Beginn der Samenreife und der Entwicklung der Pflanze nicht berücksichtigen kann und damit zu einer sehr breiten Streuung in der Messung führt.
Im Fall des Plastochron-Index wird dagegen die Pflanze selbst mit ihren Organen vermessen und dient als Zeitmesser:
{\displaystyle PI=n+(\ln L_{n}-\ln R)/(\ln L_{n}-\ln L_{n+1})}
Dabei ist {\displaystyle n} die sequentielle Anzahl der Organe, für den der Plastochron-Index berechnet werden soll, die sich mit dem Wachstum der Pflanze und damit entlang der Sprossachse vermehrt. {\displaystyle R} ist die Referenzlänge des Organs und {\displaystyle L_{n}} ist die Länge eines Organs, das in seiner Länge {\displaystyle R} entspricht oder etwas länger ist und {\displaystyle L_{n-1}} ist ein Organ, das etwas kürzer als {\displaystyle R} ist. Bei Betrachtung des Plastochron-Index eines Keimlings werden die Keimblätter in der Regel als {\displaystyle n=0} betrachtet.
Der Berechnung liegen dabei mehrere Annahmen zu Grunde:
1. Das Organwachstum ist exponentiell
2. die Entwicklung der Einzelorgane wachsen mit der gleichen relativen Wachstumsrate
3. die aufeinanderfolgenden Plastochrone müssen gleich sein, da sie sich aus dem Vergleich der Längen aufeinanderfolgender Organe ergeben.

## Belege
1. ↑  Ralph O. Erickson, Francis J. Michelini: The Plastochron Index. American Journal of Botany 44 (4), April 1957; S. 297–305. (JSTOR)
2. 1 2  Roger D. Meicenheimer: The plastochron index: Still useful after nearly six decades. American Journal of Botany 101 (11), November 2014; S. 1821–1835. doi:10.3732/ajb.1400305